# Dalmacio Vélez Sársfield

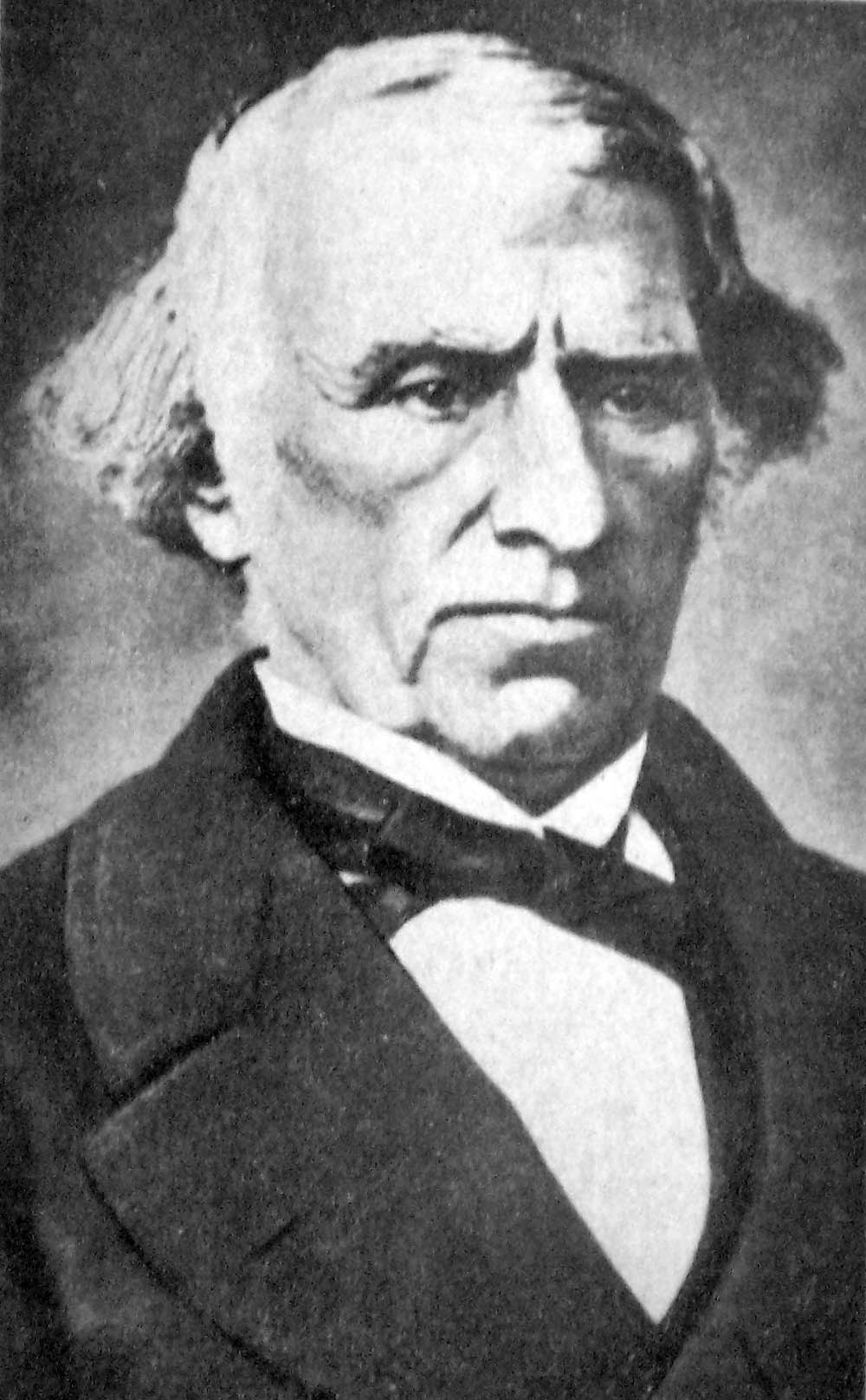
Dalmacio Vélez Sarsfield.

Dalmacio Vélez Sársfield (Amboy, Córdoba, 18 de febrer de 1800 – Buenos Aires, 30 de març de 1875); fill de Dalmacio Vélez Baigorri i de Rosa Sarsfield Palacios fou un advocat i polític argentí, autor del Codi Civil de l'Argentina de 1869, la major part del qual continua vigent.
Vélez Sársfield va estudiar al Col·legi Nacional Nostra Senyora de Montserrat de la ciutat de Córdoba, on després seguiria la carrera de Lleis. Es va doctorar als 22 anys.
En finalitzar els seus estudis va iniciar una intensa activitat política, que li va valer el 1825 el nomenament com a Secretari del Congrés que es duria a terme l'any següent, en el qual va ser el diputat més jove. Aquest mateix any va ser nomenat catedràtic d'economia política a la Facultat de Dret de la Universitat de Buenos Aires.
L'arribada al poder de Juan Manuel de Rosas va significar la fi temporal de la seva carrera política; Vélez Sarsfield va abandonar Buenos Aires i va marxar a Còrdoba. En finalitzar l'etapa de Rosas, Vélez Sarsfield va retornar a la política. Va ocupar successivament els càrrecs de senador, encarregat de la reorganització del Banc Provincial de Buenos Aires, canceller i negociador diplomàtic entre Buenos Aires i la Confederació.
El 1858, l'Estat de Buenos Aires li va encarregar la tasca de redactar un codi de comerç, el qual va ser redactat amb la col·laboració del prestigiós jurista uruguaià Eduardo Acevedo, i va ser sancionat el 1859. Després de la reunificació nacional de 1862 se li va encarregar la redacció del Codi Civil. La composició d'aquest no es va iniciar fins al 1864, sent president Bartolomé Mitre. La seva redacció, ricament proveïda de notes i comentaris, es va realitzar durant gairebé cinc anys; finalment es va aprovar el 1870 i va entrar en vigor al començament de l'any següent.
Vélez Sarsfield ocuparia en diverses ocasions el càrrec de Ministre de Justícia. Va fundar el diari El Nacional al costat de Mitre després de retirar-se de la política; el periòdic va tenir una història difícil i va tancar al cap de poc.
Va morir a Buenos Aires el 1875. Les seves restes descansen al cementiri de la Recoleta.